# Gare de Mulhouse-Nord
Gare de Mulhouse-Nord vasútállomás Franciaországban, Mulhouse településen.

## Vasútvonalak
Az állomást az alábbi vasútvonalak érintik:
- Lutterbach-Rixheim-vasútvonal

## Kapcsolódó állomások
A vasútállomáshoz az alábbi állomások vannak a legközelebb: